# Lohntüte

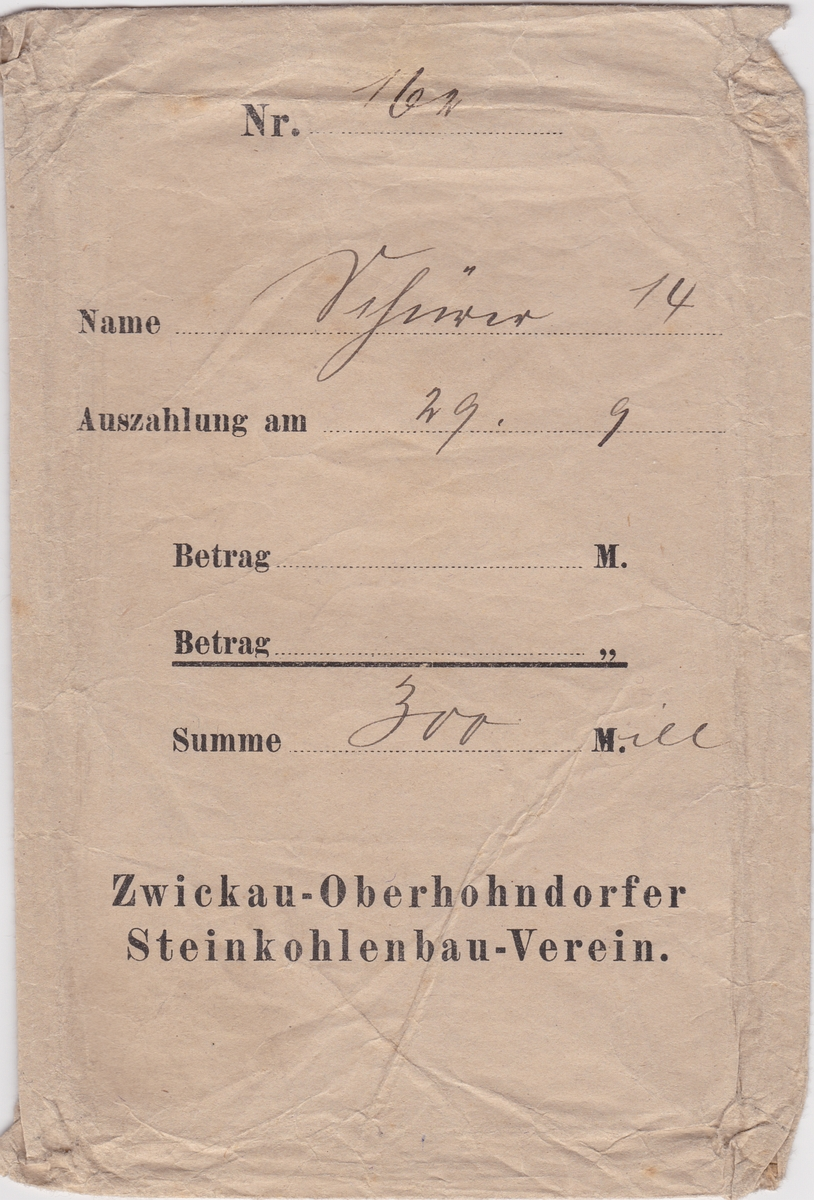
Lohntüte des Bergmannes Schürer 14 aus der Inflationszeit. Auszahlung am 29. September: 300 Millionen Reichsmark.

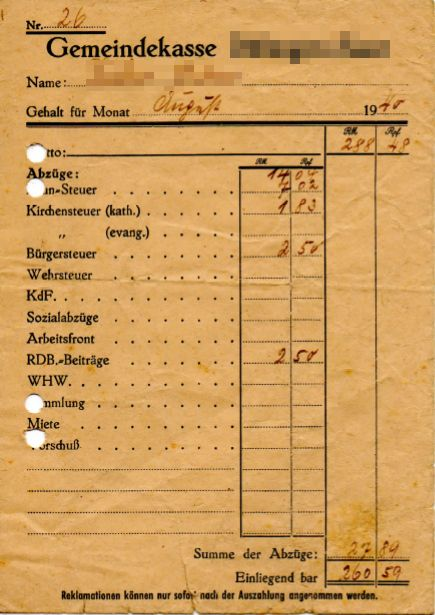
Gehaltstüte eines deutschen Beamten, August 1940

Die Lohntüte (für Arbeiter; für Angestellte: Gehaltstüte) ist ein heute meist nur noch metaphorisch benutzter Begriff für die regelmäßige Barzahlung des Gehalts.

## Geschichte
Arbeitnehmer wurden lange Zeit durch Barzahlung am Zahltag entlohnt. Das Arbeitsentgelt wurde am Ende des Monats, wöchentlich oder zweiwöchentlich in bar ausgezahlt. Das Bargeld wurde aus Sicherheitsgründen in eine Tüte aus Papier verpackt. Auf deren Vorderseite war in der Regel ein handschriftlich auszufüllendes Formular für die Lohnabrechnung (Lohnzettel) mit Bruttolohn, Abzügen und Nettolohn abgedruckt. Damit konnte der Empfänger den Inhalt sofort nach Erhalt kontrollieren.

### Drittes Reich
In der Zeit des Nationalsozialismus wurden Lohntüten auch zu Propagandazwecken missbraucht. So ließ beispielsweise der Oberinspektor der Bayreuther Stadtwerke auftragsgemäß Pamphlete mit – häufig antisemitischer – Hetzpropaganda bei der wöchentlichen Lohnauszahlung in die Tüten legen.

### Bundesrepublik
Seit 1957 wurde in der Bundesrepublik Deutschland diese bare Lohn- und Gehaltszahlung mittels Lohntüte verdrängt, weil immer mehr Unternehmen und Kommunalverwaltungen dazu übergingen, Löhne und Gehälter auf Girokonten zu überweisen.

### DDR
In der DDR gab es die Barzahlung in der Lohntüte bis zum Beginn der 1980er-Jahre.

#### Zweite Lohntüte
In der DDR wurden staatliche Subventionen als „zweite Lohntüte“ bezeichnet. Dazu zählten gedeckelte Mieten, kostenlose medizinische Versorgung, Kindergärten, Kindergeld und steigende Renten; aber auch subventionierte Grundnahrungsmittel.

## Ende der Barauszahlung von Löhnen und Gehältern
Sowohl der einfachere bargeldlose Zahlungsverkehr als auch Sicherheitserwägungen führten zum Ende der Lohntüte in ihrer alten Form. Weiterer Nachteil war, dass die Geldmenge M0 durch Erhöhung des Bargeldumlaufs an den Zahltagen stark aufgebläht wurde. Die Empfänger unterlagen durch die Barauszahlungen zudem der Versuchung, das empfangene Geld gleich auszugeben, ohne notwendige Zahlungen (Miete, Lebensmittel, Energie etc.) zu bedenken; so berichten Zeitzeugen davon, dass die Ehefrauen ihre Männer am Zahltag vor dem Fabriktor erwarteten, um zu verhindern, dass ein großer Teil des Lohntüteninhalts in der nächsten Gaststätte ausgegeben wurde.
Ein letztes Überbleibsel der Barauszahlung sind die Kontoführungsgebühren, die Arbeitnehmern erstattet werden.
Somit hat die Lohntüte nur noch als umgangssprachlicher Begriff überlebt, der metaphorisch die dem Arbeitnehmer zur Verfügung stehende Einkommenssumme bezeichnet. Wer beispielsweise sagt: „Es ist auch immer weniger in der Lohntüte!“ bringt damit zum Ausdruck, dass sein Nettoeinkommen immer kleiner wird.

### Ausnahmen
Manche Arbeitskräfte werden auch heute noch in bar bezahlt. Dafür werden gewöhnliche Briefumschläge genutzt; die Lohnabrechnung liegt aus Datenschutzgründen im Umschlag bei und wird nicht mehr auf der Außenseite notiert.